# 古姆环形山
古姆环形山（Gum）是月球正面位于东海西侧边沿的一座大撞击坑，其名称取自澳大利亚天文学家、以研究发射星云和银河系射电辐射而闻名的柯林·史丹利·古姆（Colin Stanley Gum，1924年-1960年），1970年被国际天文学联合会正式批准接受。

## 描述
该陨坑西北毗邻阿贝尔环形山；东北靠近根斯巴克陨石坑；詹纳环形山位于它的东南偏东方；西南则横亘着汉密尔顿环形山，该陨坑的中心月面坐标为40°20′S 88°55′E / 40.34°S 88.91°E，直径54.6公里，深度为0.82公里。
古姆环形山是一座已严重损毁的圆形陨石坑，东侧坑壁有一处阔大的峪口，东海形成时漫溢的玄武岩熔岩，从该裂口涌入并淹没了陨坑，只剩下残存的坑壁突出在表面，构成一圈环坑底的低矮山脊。陨坑的南侧壁上横跨着一座也已淹没的撞击坑；而另一座大陨坑的残骸切断了它的东北壁，形成了一小段断开的孤壁。坑内容积约2400立方千米。表面已完全被熔岩填塞和抹平，只散布着一些较醒目的小陨坑。该陨坑底表的反照率类似于东面的月海。
由于古姆环形山位于月球东南边沿附近，从地球看成，其形状有些扭曲，且能见度也取决于月球的摄动。

## 卫星陨石坑
按惯例，最靠近古姆环形山的卫星坑在月图上以字母标注在该坑中心点的旁边。

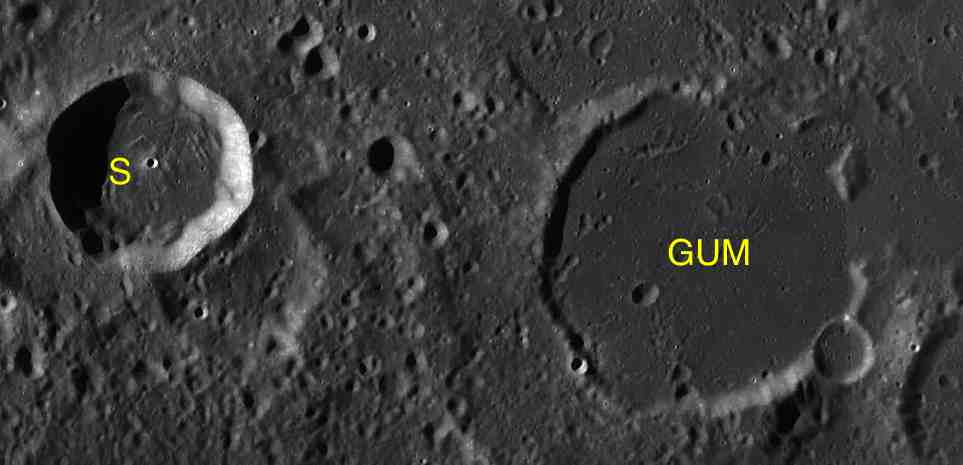
LAC-116 月图

| 古姆 | 纬度    | 经度    | 直径    |
| ---- | ------- | ------- | ------- |
| S    | 39.8° S | 85.0° E | 33 公里 |

- 卫星坑古姆 S形成于晚雨海世[4]。

## 另请参阅
- Andersson, L. E.; Whitaker, E. A. . NASA RP-1097. 1982.
- Blue, Jennifer. . USGS. July 25, 2007  [2007-08-05]. （原始内容存档于2018-12-25）.
- Bussey, B.; Spudis, P. . New York: Cambridge University Press. 2004. ISBN 978-0-521-81528-4.
- Cocks, Elijah E.; Cocks, Josiah C. . Tudor Publishers. 1995. ISBN 978-0-936389-27-1.
- McDowell, Jonathan. . Jonathan's Space Report. July 15, 2007  [2007-10-24]. （原始内容存档于2018-12-25）.
- Menzel, D. H.; Minnaert, M.; Levin, B.; Dollfus, A.; Bell, B. . Space Science Reviews. 1971, 12 (2): 136–186. Bibcode:1971SSRv...12..136M. doi:10.1007/BF00171763.
- Moore, Patrick. . Sterling Publishing Co. 2001. ISBN 978-0-304-35469-6.
- Price, Fred W. . Cambridge University Press. 1988. ISBN 978-0-521-33500-3.
- Rükl, Antonín. . Kalmbach Books. 1990. ISBN 978-0-913135-17-4.
- Webb, Rev. T. W.  6th revised. Dover. 1962. ISBN 978-0-486-20917-3.
- Whitaker, Ewen A. . Cambridge University Press. 1999. ISBN 978-0-521-62248-6.
- Wlasuk, Peter T. . Springer. 2000. ISBN 978-1-85233-193-1.